# Robert L. Benson
Robert Louis Benson (* 21. August 1925 in Portland, Oregon; † 18. Februar 1996 in Los Angeles, Kalifornien) war ein US-amerikanischer Historiker.
Der Sohn eines Arztes ging Ende der 1940er-Jahre nach High-School-Besuch und Wehrdienst nach Berkeley zu Ernst Kantorowicz, der ihn in der Auswahl der Forschungsthemen und in seinem Arbeitsstil stark prägte. An der Princeton University erwarb er 1953 den Master und 1958 den Ph.D. In der Zwischenzeit war er von 1954 bis 1955 als Fulbright scholar an den Monumenta Germaniae Historica in München tätig. 1959 wurde er Professor an der Wesleyan University und ging schließlich 1974 als Nachfolger von Gerhart B. Ladner an die University of California in Los Angeles, wo er bis 1995 lehrte. 1968 veröffentlichte er mit The bishop-elect seine einzige Monografie, eine grundlegende Darstellung von Rechtsstellung und Herrschaftspraxis des Elekten, eines gewählten, aber noch nicht geweihten Bischofs.

## Schriften
Monographie
- The bishop-elect. A study in medieval ecclesiastical office. Princeton University Press, Princeton 1968.

Herausgeberschaften
- mit Giles Constable, Carol D. Lanham: Renaissance and Renewal in the Twelfth Century. Clarendon Press, Oxford 1982, ISBN 0-19-821934-2.
- mit Johannes Fried: Ernst Kantorowicz. Erträge der Doppeltagung Institute for Advanced Study, Johann-Wolfgang-Goethe-Universität, Frankfurt (= Frankfurter historische Abhandlungen. Bd. 39). Steiner, Stuttgart 1997.